# Триэтилфосфит
Триэтилфосфит (этилфосфит) — фосфорорганическое соединение, этиловый эфир фосфористой кислоты. Бесцветная жидкость.

## Получение
- Основным способом получения является реакция между хлоридом фосфора(III), этиловым спиртом и диэтиланилином, поглощающим выделяющийся хлороводород. В колбу помещается равное число моль абсолютного этанола и диэтиланилина, а также петролейный эфир в качестве реакционной среды. Колба охлаждается, после чего при сильном перемешивании в неё вливается раствор хлорида фосфора(III) в петролейном эфире таким образом, чтобы число моль добавленного трихлорида было в три раза меньше, чем этанола. Смесь перемешивается и нагревается в течение 1 часа. После этого суспензию хлористоводородной соли диэтиламина отделяют, а растворитель отгоняют на водяной бане. Остаток перегоняют в вакууме и получают триэтилфосфит с выходом 83 %. При этом протекает следующая реакция:

{\displaystyle {\ce {PCl3 + 3C2H5OH + 3C6H5N(C2H5)2 -> (C2H5O)3P + 3C6H5N(C2H5)2*HCl}}}
В данном методе могут использоваться другие амины, к примеру, диметиланилин или пиридин. Однако диэтиланилин обладает преимуществом, поскольку его гидрохлорид, образующийся в ходе реакции, легко фильтруется и не является гигроскопичным.
- Взаимодействие этилята натрия или магния с хлоридом фосфора(III) в среде безводного эфира[6]:

{\displaystyle {\ce {3C2H5ONa + PCl3 -> (C2H5O)3P + 3NaCl}}}

## Физические свойства
Триэтилфосфит представляет собой бесцветную жидкость. Растворим в органических растворителях, к примеру, этаноле или эфире, не растворим в воде.

## Химические свойства
- Является восстановителем. В окислительно-восстановительных реакциях окисляется преимущественно до триэтилфосфата. Особенно эффективно восстанавливает органические пероксиды:

{\displaystyle {\ce {(CH3)3C-O* + (C2H5O)3P -> (CH3)3C* + (C2H5O)PO}}}
Данная реакция протекает настолько быстро, что трет-бутоксильный радикал не успевает разложиться и образовать трет-бутанол или ацетон. Он диспропорционирует, образуя изобутан и изобутилен.
- Восстанавливает окись этилена до этилена при нагревании до 174 °C в атмосфере азота при давлении 3,5 атм[8]:

{\displaystyle {\ce {(CH2CH2)O + (C2H5O)3P -> CH2=CH2 + (C2H5O)PO}}}
- Способен поглощать серу из 1,2-эпитиоалканов, что успешно используется в органическом синтезе:

{\displaystyle {\ce {CH3-(CHCH2)S + (C2H5O)3P -> CH3-CH=CH2 + (C2H5O)PS}}}
Отщепление серы протекает стереоспецифично, то есть из цис-эписульфида образуется цис-алкен, а из транс-эписульда — транс-алкен.
- Последовательно восстанавливает ароматические нитросоединения сначала до нитрозосоединений, а затем до нитренов[10]:

{\displaystyle {\ce {Ar-NO2 + (C2H5O)3P -> Ar-N=O + (C2H5O)3PO}}}
{\displaystyle {\ce {Ar-N=O + (C2H5O)3P -> Ar-N + (C2H5O)3PO}}}
- Гидролизуется с образованием этилового спирта и фосфористой кислоты:

{\displaystyle {\ce {(C2H5O)3P + 3H2O -> 3C2H5OH + H3PO3}}}
- Вступает в реакцию Арбузова, образуя эфир алкилфосфоновой кислоты[6]:

{\displaystyle {\ce {(C2H5O)3P + CH3Cl -> CH3-PO(OC2H5)2 + C2H5Cl}}}
- Вступает в реакцию Перкова. К примеру, с хлоралем образует О,О-диэтил-О-(2,2-дихлорвинил)фосфат[11]:

{\displaystyle {\ce {(C2H5O)3P + CCl3-COH -> (C2H5O)2-PO-CCl2-COH + C2H5Cl}}}
- С некоторыми спиртами способен образовывать бициклические фосфиты. К примеру, с триметилолэтаном при температуре 100 °C с выходом продукта 90 %[12]:

## Применение
Промежуточный продукт в синтезе многих органических веществ, в частности, лекарств, пестицидов и инсектицидов под названиями О,О-диэтил-О-(2,2-дихлорвинил)фосфат, Шелл OS-1836, Форстенон; применяется для получения п-цимола из природной эндо-перекиси аскаридола.
Является компонентом смазочных материалов.
Широко применяется в органическом синтезе в качестве катализатора. К примеру, катализирует димеризацию кетена в β-лактон, реакции дегалогенирования и внутримолекулярного присоединения, что используется для получения гексахлорфульвена и карбазола.